# Mondego
Le Mondego est le seul fleuve (et le plus long) avec le Sado coulant uniquement au Portugal. Long de 234 km, il prend naissance dans la Serra da Estrela près de Gouveia à 1 360 m d'altitude.

## Géographie

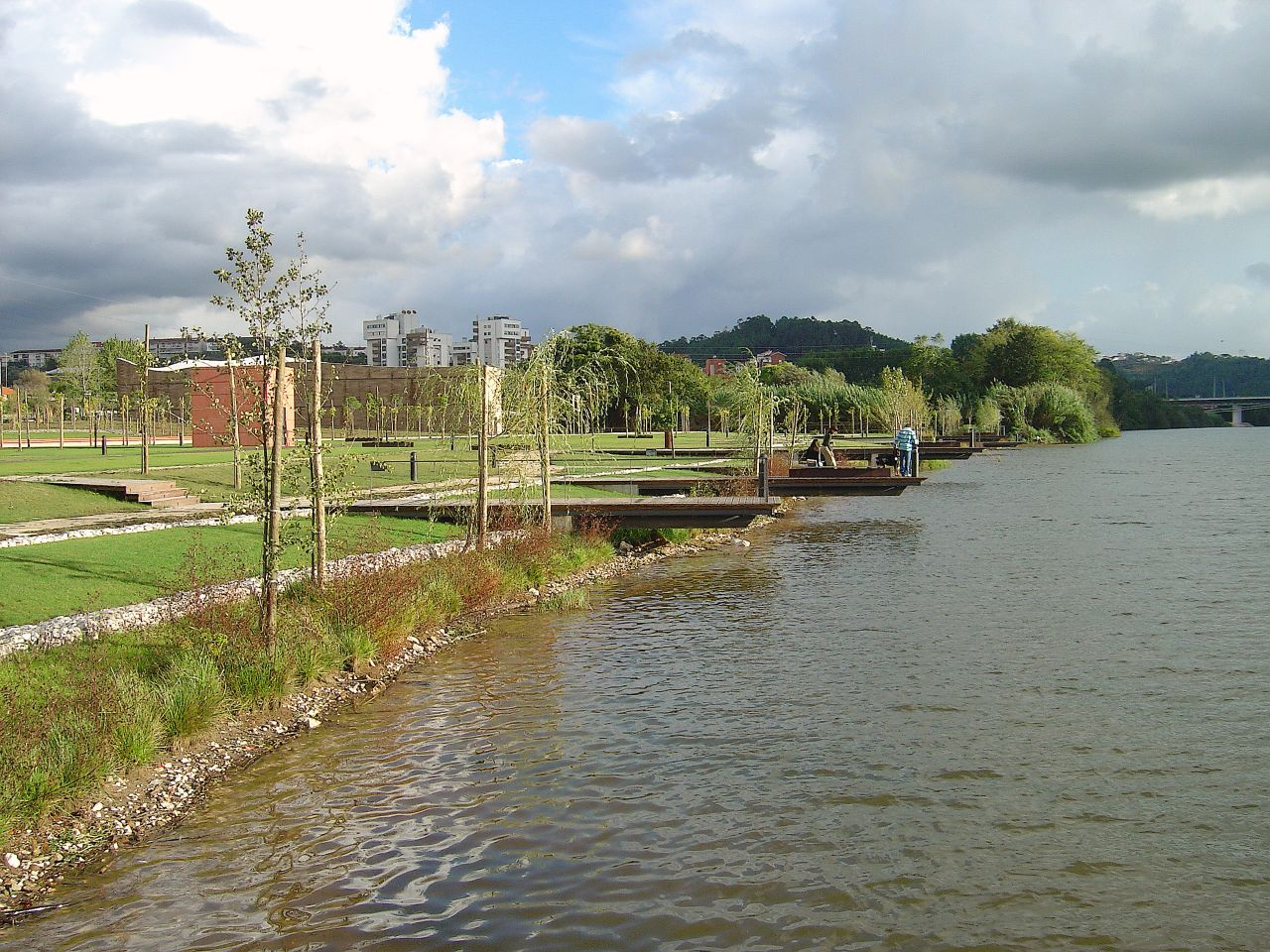
Le Mondego à Coimbra.

Il traverse la ville de Coimbra et rejoint l'océan Atlantique par la ville de Figueira da Foz.
Le fleuve est l'objet du plan de protection de l'anguille du Programme Interreg. En effet les effectifs de l’anguille européenne (Anguilla anguilla) ont chuté ces cinquante dernières années et sont à présent hors des limites biologiques de précaution assurant la survie de l’espèce. Ce poisson a ainsi été inclus dans la liste des espèces menacées de l’IUCN et son état justifie la mise en œuvre de la mesure de conservation européenne.

## Dans les arts
Le Mondego a été photographié par Jean Dieuzaide alias Yan, prix Niépce, en 1955.